# Hunnu Air
Hunnu Air (Mongol: Хүннү Эйр) es una aerolínea doméstica de Mongolia que inició operaciones programadas en 2011. La compañía cambió su antiguo nombre Mongolian Airlines Group (Mongol: Монголиан Аэрлайнес Групп) en abril de 2013 para evitar confusiones con la aerolínea bandera MIAT Mongolian Airlines.

## Historia
Hunnu Air cuenta con el respaldo de la compañía minera Mongolyn Alt (MAK) Group y Bodi Group. La aerolínea se lanzó como Mongolian Airlines el 2 de diciembre de 2011 tras la adquisición de Monnis Air Services y su flota de aeronaves Antonov An-2. Pronto surgió la confusión sobre el nombre y su similitud con MIAT Mongolian Airlines por lo que en abril de 2013, bajo amenazas de una disputa legal y una posible intervención del gobierno, el nombre fue cambiado a Hunnu Air.
La aerolínea compró dos aviones Fokker 50 en 2011 y operó su primer vuelo nacional programado desde Ulán Bator a Bayankhongor el 2 de enero de 2012, posteriormente se abrieron otras rutas nacionales desde Ulán Bator a Murun, Choibalsan, Khvod y Dalanzadgad y con el arrendamiento de dos aviones Airbus A319 entregados en enero de 2012, se pudo lanzar servicios a Tokio y posteriormente a Bangkok, Shanghái y Hong Kong. En julio de 2013, se adquirió un tercer Fokker 50. Hunnu Air también opera vuelos charter a destinos como Jeju, Hainan y Shizuoka.
Hunnu Air presentó su primer vuelo directo de larga distancia desde Ulán Bator a París para el período de verano de 2014, con una parada técnica, utilizando un Airbus A319. La aerolínea planeaba adquirir un avión Airbus A330 y relanzar vuelos directos de larga distancia en 2015 para incluir a Singapur. Los dos Airbus A319 fueron embargados por su propietario a fines de 2014, poniendo en duda los planes de expansión.
En 2019 y 2023 adquirió dos aviones Embraer E-190. Además, en enero de 2025, se anunció que se incorporará a la flota un Embraer 195E2 a partir de marzo de 2025.

## Destinos

### Destinos actuales
Hunnu Air sirve a las siguientes ciudades a enero de 2025.
| Países     | Destinos   | Aeropuertos                                         |
| ---------- | ---------- | --------------------------------------------------- |
| China      | Haikou     | Aeropuerto Internacional de Haikou-Meilan (chárter) |
| China      | Manzhouli  | Aeropuerto de Manzhouli-Xijiao                      |
| China      | Ordos      | Aeropuerto de Ordos Ejin Horo                       |
| China      | Pekín      | Aeropuerto Internacional de Pekín-Daxing            |
| China      | Sanya      | Aeropuerto Internacional de Sanya-Phoenix           |
| Kazajistán | Almaty     | Aeropuerto Internacional de Almatý                  |
| Mongolia   | Ulán Bator | Aeropuerto Internacional Gengis Kan HUB             |
| Mongolia   | Mörön      | Aeropuerto de Mörön                                 |
| Vietnam    | Phú Quốc   | Aeropuerto Internacional de Phú Quốc (chárter)      |

### Antiguos destinos
| Países     | Destinos    | Aeropuertos                                 |
| ---------- | ----------- | ------------------------------------------- |
| China      | Erenhot     | Aeropuerto Internacional de Erenhot Saiwusu |
| China      | Hailar      | Aeropuerto de Hulunbuir-Hailar              |
| China      | Shanghái    | Aeropuerto Internacional de Shanghái-Pudong |
| Hong Kong  | Hong Kong   | Aeropuerto Internacional de Hong Kong       |
| Kirguistán | Biskek      | Aeropuerto Internacional de Manas           |
| Mongolia   | Choibalsan  | Aeropuerto de Choibalsan                    |
| Mongolia   | Dalanzadgad | Aeropuerto de Dalanzadgad                   |
| Mongolia   | Hovd        | Aeropuerto de Hovd                          |
| Mongolia   | Mörön       | Aeropuerto de Mörön                         |
| Mongolia   | Ölgiy       | Aeropuerto de Ölgiy                         |
| Mongolia   | Ulaangom    | Aeropuerto de Ulaangom                      |
| Mongolia   | Ulán Bator  | Aeropuerto Internacional Buyant-Ukhaa       |
| Rusia      | Ulán-Udé    | Aeropuerto Internacional Baikal             |
| Tailandia  | Bangkok     | Aeropuerto Internacional Suvarnabhumi       |

## Flota

### Flota actual
Hunnu Air posee en la actualidad las siguientes aeronaves: 
| Aeronaves       | En servicio | Pedidos | Pasajeros                                          | Pasajeros                                          | Pasajeros                                          | Matrículas                                         | Antigüedad                                         |
| Aeronaves       | En servicio | Pedidos | C                                                  | Y                                                  | Total                                              | Matrículas                                         | Antigüedad                                         |
| --------------- | ----------- | ------- | -------------------------------------------------- | -------------------------------------------------- | -------------------------------------------------- | -------------------------------------------------- | -------------------------------------------------- |
| ATR 42-500      | 1           | —       | —                                                  | 48                                                 | 48                                                 | JU-1803                                            | 19,2 años                                          |
| Embraer E-190LR | 2           | —       | 6                                                  | 92                                                 | 98                                                 | JU-8811                                            | 13,3 años                                          |
| Embraer E-190LR | 2           | —       | 9                                                  | 89                                                 | 98                                                 | JU-1812                                            | 12,7 años                                          |
| Embraer 195E2   | —           | 1       | 12                                                 | 108                                                | 120                                                | TBA                                                |                                                    |
| Total           | 3           | 1       | Edad media de la flota (enero de 2025): 15,1 años. | Edad media de la flota (enero de 2025): 15,1 años. | Edad media de la flota (enero de 2025): 15,1 años. | Edad media de la flota (enero de 2025): 15,1 años. | Edad media de la flota (enero de 2025): 15,1 años. |

### Flota Histórica
Hunnu Air operó las siguientes aeronaves:
| Aeronaves       | Total | Introducido | Retirado | Matrículas                 |
| --------------- | ----- | ----------- | -------- | -------------------------- |
| Airbus A319-112 | 2     | 2013        | 2014     | JU-8888 y JU-8889          |
| ATR 72-500      | 3     | 2016        | 2022     | JU-1804, JU-8801 y JU-8802 |
| Fokker 50       | 3     | 2013        | 2019     | JU-8881, JU-8882 y JU-8883 |